# Zhanghe (köpinghuvudort i Kina, Hubei Sheng, lat 30,96, long 112,07)
Zhanghe (kinesiska: 漳河镇) är en köpinghuvudort i Kina. Den ligger i provinsen Hubei, i den centrala delen av landet, omkring 220 kilometer väster om provinshuvudstaden Wuhan. Antalet invånare är 34 355. Befolkningen består av 16 765 kvinnor och 17 590 män. Barn under 15 år utgör 10,0 %, vuxna 15-64 år 79 %, och äldre över 65 år 10,0 %.
Runt Zhanghe är det tätbefolkat, med 286 invånare per kvadratkilometer. Närmaste större samhälle är Duodaoshi, 10,9 km öster om Zhanghe. Trakten runt Zhanghe består till största delen av jordbruksmark.
Genomsnittlig årsnederbörd är 1 107 millimeter. Den regnigaste månaden är maj, med i genomsnitt 159 mm nederbörd, och den torraste är december, med 14 mm nederbörd.